# Граве Дмитро Олександрович
Дмитро́ Олекса́ндрович Гра́ве (*25 серпня (6 вересня) 1863, Кирилов — †19 грудня 1939, Київ) — український математик, творець першої великої математичної школи в Україні; академік АН України (1919), член-кореспондент РАН (1924) і почесний член АН СРСР (1929).

## Біографічні відомості
Народився 25 серпня (6 вересня) 1863 року в місті Кирилов Новгородської губернії (нині Вологодської області). Отримав ступінь бакалавра в Петербурзькому університеті в 1885, а потім магістра в 1889, захистив його під керівництвом Пафнутія Чебишова. Під час навчання в університеті був активним членом гуртка студентів фізиків-математиків і публікував свої праці в «Записках фізико-математичного товариства студентів Санкт-Петербурзького університету». У 1890 почав викладати математику в інституті інженерів шляхів сполучення, а в 1892 у вищій жіночій школі. В 1896 захистив дисертацію на звання доктора математики. В 1897–1899 професор Харківського університету, а з 1899 і до самої смерті — Київського.
12 вересня 1921 року на вшанування Дмитра Граве РНК УСРР прийняла постанову «Про соціальне забезпечення заслужених працівників науки», серед інших достойників, Граве дозволено видання за державний кошт наукових праць; звільнено від сплати державних податків; заборонено реквізиції та ущільнення помешкання, яке він займав; матеріально забезпечено, а у випадку смерті — членів родини поза категоріальною довічною ставкою заробітку.
У 1925 році Д.Граве разом з інженером Олександром Яковичем Федоровим очолив Виставку з вивчення світових просторів, що проходила в Києві з червня по серпень 1925 року.

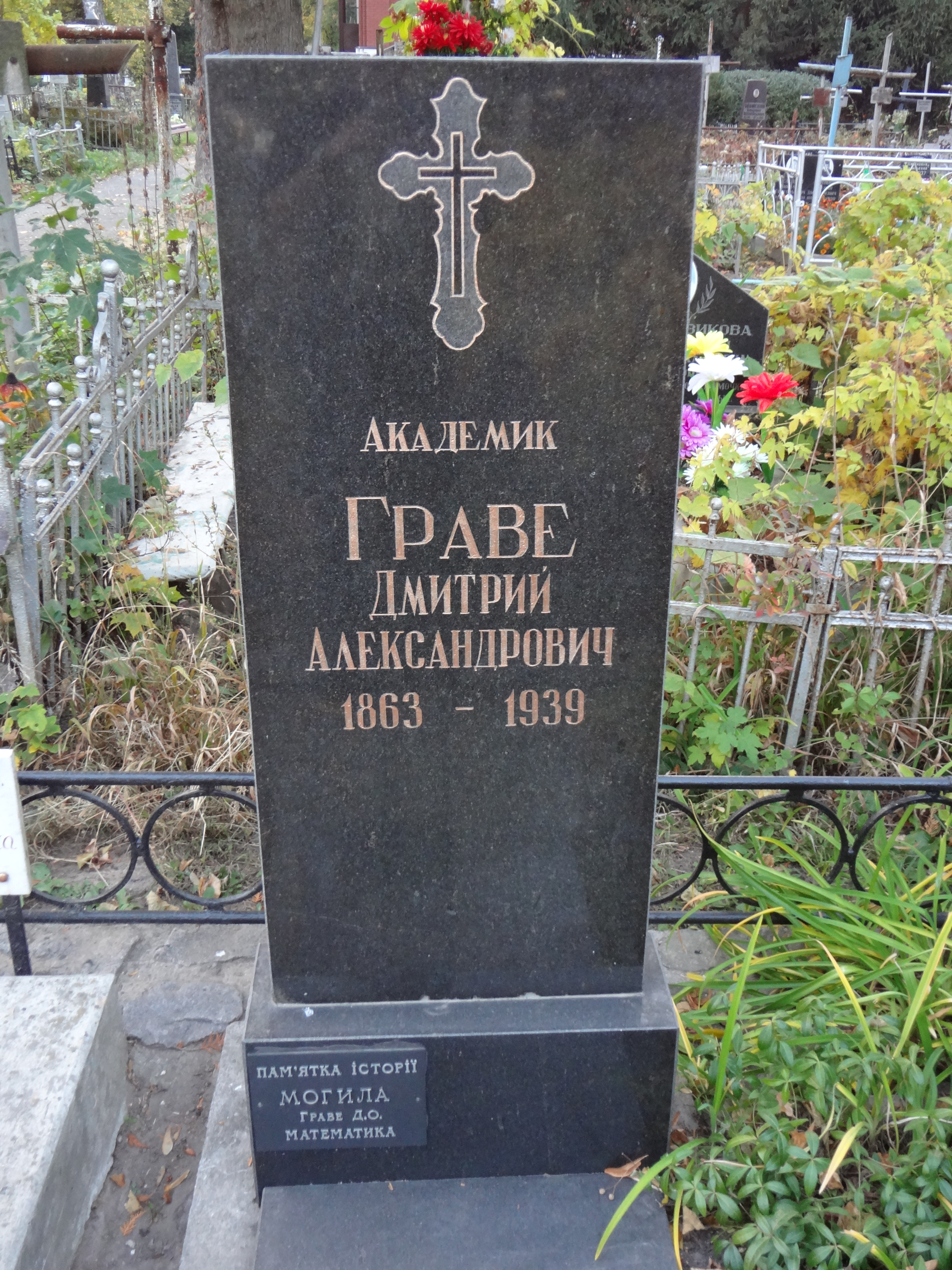
Надгробок Д. О. Граве

Помер 19 грудня 1939. Похований у Києві на Лук'янівському цвинтарі.
1934 став першим директором Інституту математики АН УРСР. Нагороджений орденом праці.
Основні праці з алгебри, прикладної математики, механіки, кібернетики, астрономії. У дитинстві мріяв стати токарем.

## Праці
- О поверхностях minima («Записки физико-математического общества студентов Санкт-Петербургского университета» (т. I, 1884 — 85; т. II, 1885; т. III, 1886—1887)).
- О частных дифференциальных уравнениях первого порядка. — Санкт-Петербург, 1889.
- Об основных задачах математической теории построения географических карт. — Санкт-Петербург, 1896.
- Теория групп. — Киев, 1908.
- Элементарный курс теории чисел. — Киев, 1909.
- Арифметическая теорию алгебраических величин. — Киев, 1910.
- Элементы высшей алгебры. — К, 1914. — 698 с.
- Краткий курс математического анализа. — К, 1924. — 368 с.
- Аналітична геометрія. — Харків; Київ: Держ. науково-технічне вид-во України, 1933. — 308 с.
- Трактат з алгебраїчного аналізу: У 2 т. — К., 1938.
- Вибрані праці. — К.: Наук. думка, 1971. — 356 с.
- Робота в Київському університеті // З іменем Святого Володимира: Київський університет у документах, матеріалах та спогадах сучасників: У 2 кн. — К.: Заповіт, 1994. — Кн. 1. — C. 359—360.

## Учні
- Делоне Борис Миколайович — російський математик і альпініст.
- Чеботарьов Микола Григорович — радянський математик, алгебраїст. Автор теореми щільності Чеботарьова.
- Шмідт Отто Юлійович — радянський математик, астроном, дослідник Півночі, академік Академії наук Радянського Союзу (член Української Академії наук), Герой Радянського Союзу.
- Кравчук Михайло Пилипович — український математик, дійсний член Академії наук України.